# Szivárványzászló (LMBT)
A szivárványzászló a leszbikus, meleg, biszexuális, transznemű és queer-büszkeségi mozgalmak jelképe. Ismert még melegbüszkeség zászló és LMBT Pride-zászló néven is, a színei a LMBT-közösség sokszínűségét és a szexualitás, illetve a nem széles spektrumát jelképezi. San Franciscóban lett a melegbüszkeség jelképe a zászló, innen terjedt el világszerte.
Eredetileg Gilbert Baker tervezte, az 1978-as bemutatása óta gyakran változott. Baker első szivárványzászlóján nyolc szín szerepelt, de a leggyakoribb már akkor is a hatszínű megjelenés volt. Általánosan horizontálisan látható, a piros csíkkal legfelül és a lilával alul.

## Jelentése
| Rózsaszín    |  | Szex               |
| Piros        |  | Élet               |
| Narancssárga |  | Gyógyulás          |
| Sárga        |  | Napsütés           |
| Zöld         |  | Természet          |
| Türkiz       |  | Varázslat/Művészet |
| Indigókék    |  | Békesség           |
| Ibolya       |  | Szellem            |

## Variációk
A szivárványzászlónak több variációját is használták az évek során. A gyakoribbak közé tartozik a görög lambda betű fehéren a zászló közepén vagy a rózsaszín és a fekete háromszög a bal felső sarokban. Más színeket is adtak hozzá, mint egy fekete csíkot, amelyet a közösség az AIDS következtében elhunyt tagjai emlékére helyeztek a zászlóra. A szivárvány színek gyakran láthatóak megváltoztatott nemzeti zászlók részeként is, például leváltva a piros és fehér csíkokat az Egyesült Államok zászlaján. 2007-ben bemutatták a Pride Család Zászlót Houstonban.
Az AIDS-pandémia első éveiben aktivisták megtervezték a „Győzelem az AIDS felett zászlót,” amely a klasszikus hat csíkos zászlót egészítette ki egy fekete csíkkal az alján. Leonard Matlovich, aki egy, az AIDS-hez kapcsolódó betegségben hunyt el azt javasolta, hogy amint megtalálják az AIDS gyógymódját, el kell távolítani a fekete csíkokat a zászlókból és elégetni azokat.
A szivárványzászlót világszerte átvették LMBT közösségek. 2010-ben Dél-Afrikában létrehozták a Dél-afrikai melegbüszkeség zászlaját, amely az ország nemzeti zászlójának és a szivárványzászlónak a keveréke volt. Eugene Brockman, a zászló tervezője azt mondta, hogy „Őszintén azt hiszem, hogy a közösségünk egy káprázatot adott a szivárványos nemzetünkbe és ez a zászló ennek a szimbóluma.”

A 2017-es kilencsávos Gilbert Baker-zászló.

2017 márciusában Gilbert Baker elkészítette 1977-es nyolcsávos zászlójának kilencsávos változatát, hozzáadva a levendula, pink és türkiz színeket a klasszikus hat sávhoz. A levendula csík Baker szerint a sokszínűség jelképe.

A nyolcsávos Philadelphia-zászló.

2017 júniusában Philadelphia városa átvette a zászló egy újradolgozott verzióját, amelyet a Tierney tervezett és hozzáadott egy fekete és egy barna csíkot a klasszikus hat sáv tetejére, hogy felkeltse a figyelmet az LMBT-közösség színesbőrű tagjaira.

A 2018-as Estêvão Romane-zászló.

2018. február 12-én a São Paulo-i Love Fest utcai felvonuláson több ezer ember vett részt, amely az emberi, szexuális és nemi sokszínűséget ünnepelte. A zászló egy új verzióját, amelyet Estêvão Romane, a fesztivál alapítója tervezett, ezen a napon mutatták be, amelyen az eredeti nyolc sávon kívül a közepén szerepelt egy fehér is, amely az összes színt (emberi sokszínűséget vallás, nem, szexuális preferencia és etnikum értelmében), békét és egységet képviselt.

A Daniel Quasar által tervezett Progresszív Büszkeség Zászló.

2018 júniusában Daniel Quasar designer bemutatta a zászló újratervezett verzióját, amely vett részletek a Philadelphia-zászlóból és a transzbüszkeség zászlójából is, hogy kiemelje a közösségen belül a befogadást és az előrehaladást. A közösségi médián Progresszív Büszkeség Zászló néven vált ismertté, világszerte hír lett belőle. Ugyan megtartotta a klasszikus hat sávot alapként, a variáció az előtérbe hozzáad a bal szélen több ék alakú csíkot, amelyek fekete, barna, világoskék és világosrózsaszín színűek (színesbőrű LMBT-emberek, transzneműek és azok, akik HIV/AIDS-szel élnek, illetve azok emlékre, akik a betegségben elhunytak). „A nyíl jobbra irányul, hogy mutassa az előrehaladást, de a bal oldalon található, hogy megmutassa, hogy még mindig van szükség előrehaladásra.”

A Társadalmi Igazságosság Büszkeségzászló.

2018 júliusában bemutatták a Társadalmi Igazságosság Büszkeségzászlót Csennaiban, Indiában, amelyet a zászló különböző verziói inspiráltak világszerte. A zászlót egy Csennai-i meleg aktivista, Moulee tervezte. Magába foglalja az Önbecsülés Mozgalom, a kasztellenes mozgalom és a baloldali ideológiát a designjában. Ugyan megtartja a szivárványzászló klasszikus hat sávját, a Társadalmi Igazságosság Büszkeségzászlón szerepel a fekete szín is, amely az Önbecsülés Mozgalom jelképe, a kék, amely a neo-buddhista mozgalmat jelképezi és a piros, amely a baloldali értékek képviselője.

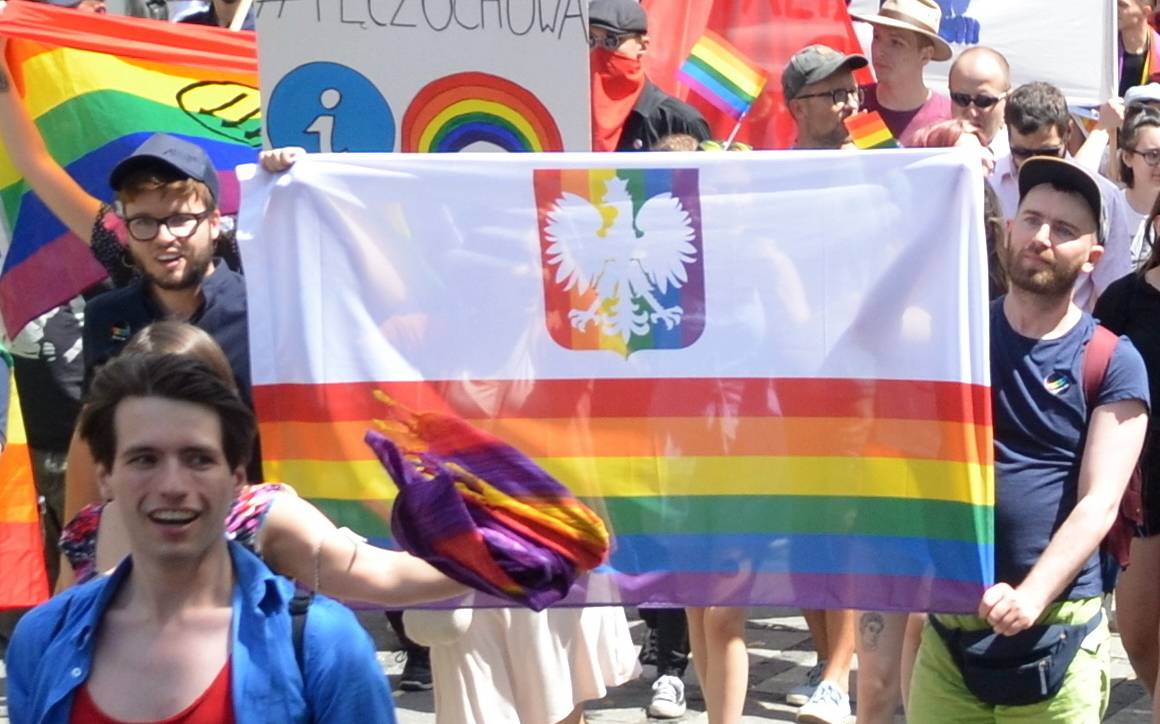
A megváltoztatott lengyel zászló a częstochowai felvonuláson.

2018-ban felvonulók a częstochowai Egyenlőség Felvonuláson magukkal vittek egy lengyel zászlót, amely a szivárványzászló elemeivel volt kiegészítve. Feljelenetették őket nemzeti szimbólum meggyalázásáért, de a bíróságon ártatlannak találták őket.

Az interszexuális zászlóval kiegészített Progresszív Büszkeség Zászló.

2021-ben Valentino Vecchietti (Intersex Equality Rights UK) újradolgozta a Progresszív Büszkeség Zászlót, hogy tartalmazza az interszexuális zászlót is. Ez a progresszív zászló által behozott négy új ék mögé helyezett egy sárga háromszöget, egy lila körrel a közepén. Az Intersex Equality Rights UK Instagramon és Twitteren mutatta be a zászlót.

### Az Új Büszkeségzászló

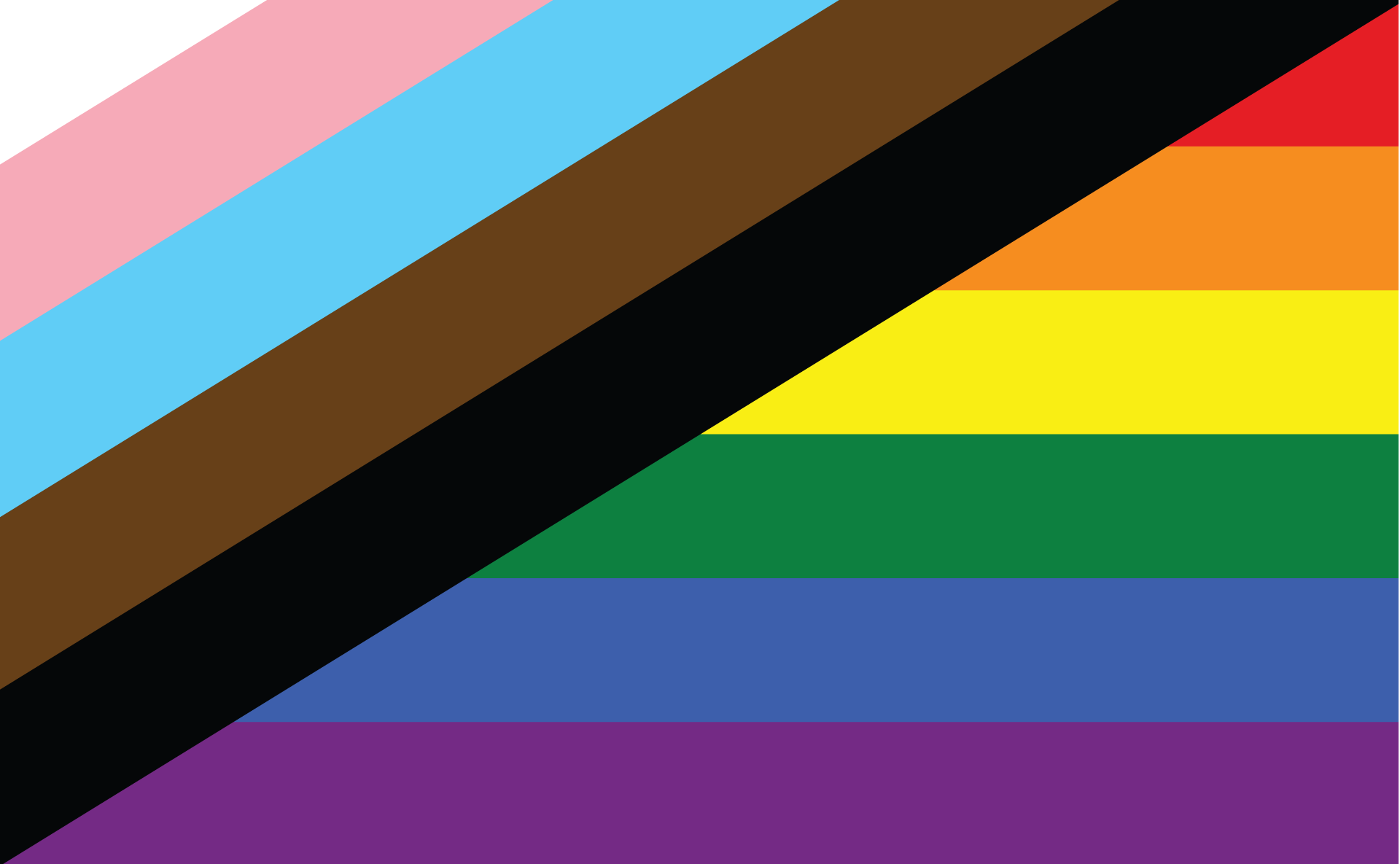
Az Új Büszkeségzászló.

Az Új Büszkeségzászlót Julia Feliz, egy kétlelkű AfroTaino művész tervezte, hogy a LMBT-mozgalom jelenlegi és történelmi problémáit összekösse a rasszizmussal. A zászlón látható a transzbüszkeség zászlója, amely mellett egy barna és egy fekete csík is látható. Ez látható a klasszikus LMBTIQA+ szivárványzászló fölött.

#### Története
A zászlót először 2018 nyarán adta ki tervezője, Julia Feliz. A tervezetet a fekete, az amerikai indián, a transz és a queer-közösséggel együttműködésben hozta létre. A következő jelentései vannak:
- A színesbőrű transznemű személyek fontossága a queer jogi mozgalomban.[18]
- A fekete- és barna bőrű transznemű nők elleni aránytalan erőszak.[19]
- Szolidaritás az LMBTQ+ közösséggel, miközben felhívja a figyelmet a fekete és barna közösségek elleni erőszakra és a közösség legnagyobb kisebbségben élő részét helyezi a központba.[20]

## Fontos fogalmak, kifejezések
- Az LMBTQ közösséggel és a társadalmi nemekkel kapcsolatos legújabb fogalomgyűjtemény
- Karsay Dodó, Virág Tamás – Kérdőjelek helyett / LMBTQI-Kisokos a médiának útmutató (Magyar LMBT Szövetség, 2015) ISBN 978-963-12-2728-4

## Kapcsoló szócikkek
- LMBT szimbólumok
- Szivárványzászló